# شدلنگتسا
شدلنگتسا (به لهستانی:  Siedlnica) یک منطقهٔ مسکونی در لهستان است که در گمینا وسخووا واقع شده‌است. شدلنگتسا ۸۸۲ نفر جمعیت دارد.